# Microthelys
Microthelys ist eine Gattung aus der Familie der Orchideen (Orchidaceae). Sie enthält sieben Arten, die hauptsächlich in Mittelamerika verbreitet sind.

## Beschreibung
Die Microthelys-Arten sind kleine, krautige Pflanzen, die terrestrisch oder gelegentlich epiphytisch wachsen. Die Wurzeln sind fleischig, spindelförmig bis knollig und behaart. Ein bis drei Blätter stehen in einer grundständigen Rosette, zur Blütezeit sind sie häufig schon verwelkt. Die Blätter sind gestielt, der Blattstiel umfasst den Spross. Die Blattspreite ist schmal oval bis lanzettlich und endet in einer Spitze, die Blattoberfläche ist matt grün.
Der traubige Blütenstand ist im oberen Bereich manchmal behaart. Er ist von röhrenförmigen Hochblättern umhüllt. Die unbehaarten Tragblätter sind oval und enden spitz. Der Fruchtknoten ist ungestielt, zylindrisch bis spindelförmig und weist schräg nach oben. Die zahlreichen, gelegentlich duftenden Blüten sind klein, ihre Farbe ist weißlich oder grünlich, manchmal mit rötlichen Anteilen, besonders auf der Lippe. Die Blüten sind röhrenförmig und weisen in einem Winkel zum Fruchtknoten nach unten oder stehen waagrecht. Die Sepalen sind einander ziemlich gleich geformt, sie stehen etwa parallel zueinander und bilden so eine Röhre, nur die Spitzen sind etwas nach außen gebogen. Das dorsale Sepal ist etwas konkav und für ein Stück mit der Säule verwachsen. Die seitlichen Sepalen sind an der Basis für ein kurzes Stück miteinander verwachsen und setzen mit schiefer Basis am Säulenfuß an. Die Petalen liegen dem dorsalen Sepal an und haften mit ihren inneren Rändern dort an, ihre Spitzen sind frei. Die Lippe ist an ihrer Basis für ein kurzes Stück verschmälert („genagelt“), bei einigen Arten dort mit zwei nach hinten weisenden Nektardrüsen. Die Spreite der Lippe ist rinnig, die Seiten sind nach oben gebogen und haften der Säule an. Mittig auf der Lippe befinden sich zwei bis vier verdickte, rot gefärbte Stellen. Die Säule ist keulenförmig, an der Basis über sie Ansatzstelle am Fruchtknoten hinausreichend (Säulenfuß). Unterseits ist sie mit einer Längsfurche versehen und behaart. Die Narbe ist rundlich oder quer zur Säulenachse etwas länglich geformt. Das Staubblatt ist oval, vorne spitz oder abgerundet. Es enthält die schmal keulenförmigen, gelben Pollinien, die an einer gemeinsamen, kleinen, runden Klebscheibe (Viscidium) hängen. Das Trenngewebe zwischen Staubblatt und Narbe (Rostellum) ist flach und kaum erkennbar. Die Kapselfrucht ist oval.

## Vorkommen
Microthelys kommt hauptsächlich in Mittelamerika von Mexiko bis Costa Rica vor. Microthelys intagana ist aus Ecuador bekannt, Microthelys rubrocallosa erreicht im Norden New Mexico. Alle Arten kommen in höheren Lagen von 2000 bis 3600 Meter vor. Sie wachsen in montanen Wäldern, Gebüschen und an offenen, felsigen Stellen.

## Systematik und botanische Geschichte
Microthelys wird innerhalb der Tribus Cranichideae in die Subtribus Spiranthinae eingeordnet. Die Gattung wurde 1982 von Leslie Garay in Botanical Museum Leaflets Band 28, Teil 4, Seite 336 beschrieben. Der Name setzt sich aus den griechischen Worten μικρός micros, „klein“, und θῆλυς thelys, „weiblich“, zusammen. Er bezieht sich auf das sehr kleine Rostellum. Typusart ist Microthelys minutiflora.
Die Gattung Microthelys ist nah verwandt mit einigen Arten der Gattung Funkiella und Schiedeella. Auch Stalkya aus Venezuela ist Microthelys sehr ähnlich. Balogh stellte 1982 die Microthelys-Arten in die Gattungen Brachystele und Schiedeella, während Szlachetko sie 1991 als Sektion von Galeottiella behandelte, später aber wieder als eigene Gattung anerkannte.
Folgende Arten sind in der Gattung Microthelys enthalten:
- Microthelys constricta (Szlach.) Szlach.: Sie kommt in Mexiko vor.[1]
- Microthelys hintoniorum (Todzia) Szlach., Rutk. & Mytnik: Sie kommt in Mexiko vor.[1]
- Microthelys intagana (Dodson & Dressler) Szlach.: Sie kommt in Ecuador vor.[1]
- Microthelys markowskiana (Szlach.) Szlach.: Sie kommt in Mexiko vor.[1]
- Microthelys minutiflora (A.Rich. & Galeotti) Garay: Sie kommt in Mexiko und in Guatemala vor.[1]
- Microthelys nutantiflora (Schltr.) Garay: Sie kommt in Guatemala und Costa Rica vor.[1]
- Microthelys rubrocallosa (B.L.Rob. & Greenm.) Garay: Sie kommt in Mexiko, in New Mexico und in Guatemala vor.[1]

## Weiterführendes
- Liste der Orchideengattungen